# Тирумаль

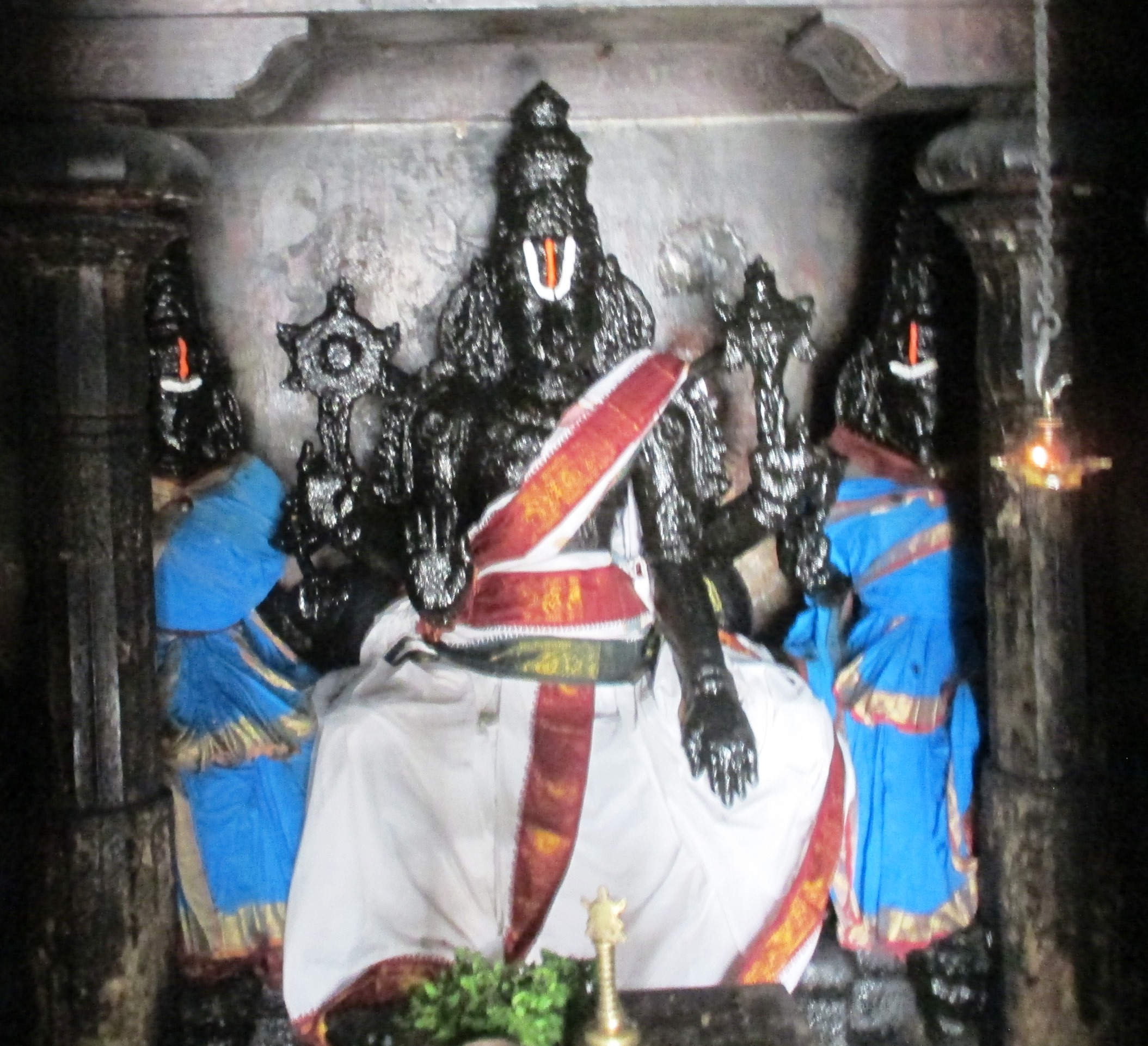
Тирумаль с супругами Шри-деви и Бху-деви в храме Сундара Варадараджа Перумал в Ютшерамерере (Тамилнад)

Тирума́ль (Tirumal, Thirumal, тамил.: திருமால்), известный также как Ма́ль (Mal) и Майо́н (Maayon) — дословно «темный» или «священный темный», тамильское имя Вишну.
В Южной Индии также ассоциируется с Кришной, аватаром Вишну. В тамильской традиции является братом богини Коттравей. Некоторые индологи полагают, что до слияния с образом Вишну и Кришны Тирумаль был древним дравидским божеством, воплощавшим «темную» половину года, то есть сезон дождей.
Имя Тирумаль отсутствует в Вишну-сахасранаме (1008 именах Вишну), что, по всей видимости, говорит о преобладании культа Тирумаля в Южной Индии и тамильском вайшнавизме. Имя Тирумаля воспето средневековыми поэтами-подвижниками альварами. Ему посвящено большое число храмов, входящих в дивья-дешам, перечень обязательных мест для паломничества вайшнавов. С имени Тирумаля начинаются многие города (Тируванантапурам, Тирувалла, Тирувенгадам и др.) и храмы Южной Индии (Храм Тирумалы Венкатешвары, Храм Падманабхасвами, Храм Шри Валлабхи и др.).